# Vagner Antônio Brandalise
Vagner Antônio Brandalise, mais conhecido como Vagner (Bom Sucesso do Sul, 24 de agosto de 1989), é um futebolista brasileiro que atua como goleiro. Atualmente está no Capital.

## Carreira

### Paulista
Vagner foi formado nas categorias de base do Paulista. Pelo Galo, disputou a Copa Paulista de 2009, onde foi vice-campeão, e a de 2010.

#### Empréstimos para Vila Nova e Criciúma
Em 2011, foi emprestado para o Vila Nova, onde foi eleito revelação do Campeonato Mineiro daquele ano. Retornou brevemente à equipe paulista, mas logo foi novamente emprestado, desta vez para o Criciúma, até o fim da temporada.

#### Retorno
Vagner retornou de empréstimo em 2012 para o Paulista, onde disputou o Campeonato Paulista e foi considerado um dos destaques do time na competição. Entretanto, não teve seu contrato renovado no fim da temporada e saiu do clube sem custos.

### Ituano
Ainda em 2012, assinou contrato de dois anos com o Ituano, onde chegou inicialmente para a disputa do Campeonato Paulista de 2013.
Em 2014, foi titular da campanha vitoriosa do Galo de Itu e um dos responsáveis pelo título do Campeonato Paulista daquele ano. Na final contra o Santos, Vagner pegou o pênalti do zagueiro santista Neto e coroou o time do interior como campeão paulista, fato que não acontecia desde 2002.

### Avaí
Valorizado por ser um dos destaques do Ituano no título, Vagner rejeitou propostas de gigantes do futebol paulista como Palmeiras e São Paulo e foi anunciado, em abril de 2014, como reforço do Avaí para a disputa da Série B de 2014. Sua estreia pelo time aconteceu no dia 3 de maio, num jogo contra o Vila Nova válido pela terceira rodada da Série B, quando o Avaí saiu vencedor por 1 a 0 no Estádio Serra Dourada.

### Palmeiras
Em dezembro de 2015, Vagner assinou um contrato até o fim de 2019 com o Palmeiras. O goleiro foi um dos primeiros reforços para a temporada de 2016.
Entretanto, a passagem de Vagner pelo Palmeiras não foi conhecida como uma das melhores. Em julho de 2016, o arqueiro titular Fernando Prass foi convocado para a Seleção olímpica do Brasil para a disputa dos Jogos Olímpicos daquele ano (e posteriormente se lesionando e ficando fora até o fim da temporada), e Vagner foi relacionado como titular para a partida seguinte, contra o Atlético Mineiro. Entretanto, a sua estreia foi com derrota, com o time mineiro vencendo por 1x0, em pleno Allianz Parque. Na partida seguinte, contra o Botafogo, o Palmeiras novamente perdeu. Desta vez, Vagner cometeu um pênalti em cima do atacante alvinegro Vinicius Tanque, que selou a derrota palmeirense.
Com a lesão de Prass e a insegurança de seu reserva, o Palmeiras não descartou a contratação de um novo goleiro, mas decidiu respaldar Vagner. Em outra partida, contra a Chapecoense, Vagner falhou no gol marcado pela equipe catarinense, e demonstrou insegurança durante o jogo, que terminou empatado. Tais apresentações fizeram a comissão técnica promover o então reserva Jailson para a titularidade do restante da temporada. A insegurança e a pressão que pairavam sobre Vagner eram tamanhas que até quando o titular Jailson esteve suspenso em jogo contra o Santos, na reta final do campeonato, a comissão técnica resolveu dar oportunidade para o goleiro da base Vinicius Silvestre ao invés de Vagner.
A última partida de Vagner pelo Palmeiras na temporada foi pela Copa do Brasil, quando o Palmeiras jogou contra o Botafogo-PB com um time reserva.

#### Empréstimos
Com a moral no Palmeiras em baixa e com o contrato ainda em vigor, Vagner foi emprestado diversas vezes pela equipe paulista. Em janeiro de 2017, foi emprestado para o Mirassol para a disputa do Campeonato Paulista de 2017. Após o torneio, em maio, foi emprestado para o Guarani até o fim do Campeonato Brasileiro da Série B. Em dezembro, acertou seu retorno ao Ituano, para a disputa do Campeonato Paulista de 2018.
Após o torneio regional, em abril, assinou contrato com o Londrina, até o fim da temporada. Em dezembro, foi emprestado para o Novorizontino para disputar o Campeonato Paulista de 2019.

### Chapecoense

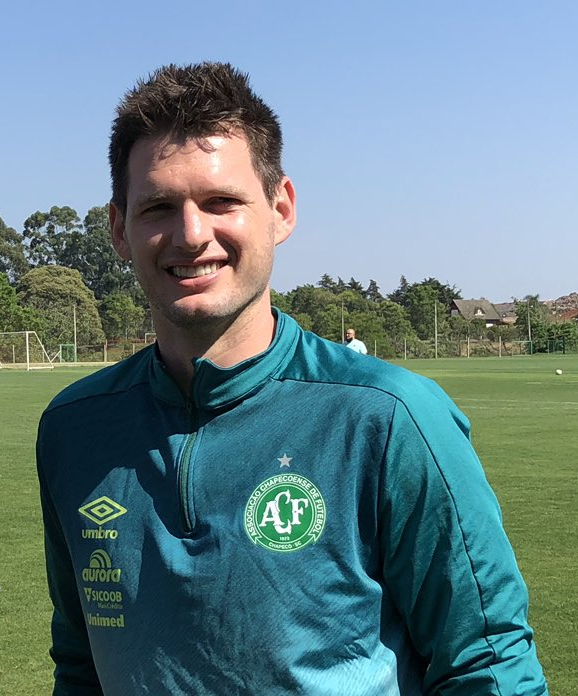
Vagner com a em 2020

Em abril de 2019, acertou empréstimo com a Chapecoense, até o final da temporada. Em dezembro, seu contrato com o Palmeiras terminou, mas o goleiro permaneceu em Chapecó. Em novembro de 2020, seu contrato com o clube catarinense foi prorrogado até o fim de janeiro de 2021.

### Náutico
Em dezembro de 2022, Vagner assinou contrato com o Náutico.

## Títulos
Paulista
- Copa Paulista: 2010

Palmeiras
- Campeonato Brasileiro: 2016

Ituano
- Campeonato Paulista: 2014

Chapecoense
- Campeonato Brasileiro - Série B: 2020